# Robin des Bois (film, 1922)
Pour les articles homonymes, voir Robin des Bois (homonymie) et Robin Hood.
Pour plus de détails, voir Fiche technique et Distribution.

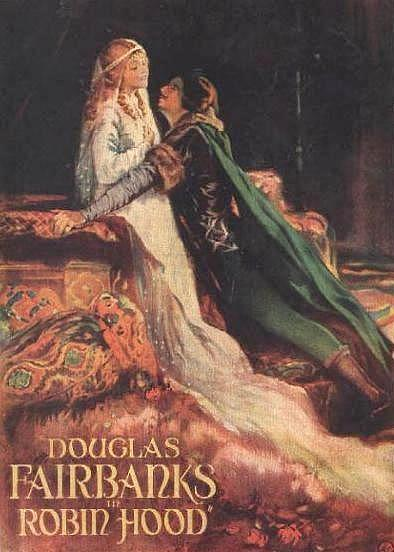
L'affiche du film

Robin des Bois (Robin Hood) est un film d'aventure américain d'Allan Dwan, sorti en 1922.

## Synopsis
Un noble anglais, déchu de ses droits, prend l'identité de Robin des Bois afin de défendre le peuple contre le prince Jean.

## Fiche technique
- Titre : Robin des Bois
- Titre original : Robin Hood
- Réalisation : Allan Dwan
- Scénario : Douglas Fairbanks, Kenneth Davenport, Allan Dwan et Lotta Woods
- Production : Douglas Fairbanks
- Société de production : Douglas Fairbanks Pictures Corp.
- Distribution : United Artists
- Photographie : Arthur Edeson, Charles Richardson
- Montage : William Nolan
- Direction artistique : Wilfred Buckland, Edward M. Langley et Irvin J. Martin, assistés par Anton Grot
- Costumes : Mitchell Leisen
- Pays de production : États-Unis
- Format : Film muet - Noir et blanc -
- Genre : Film d'aventure
- Durée : 127 minutes
- Dates de sortie :
  - États-Unis : 18 octobre 1922

## Distribution
- Douglas Fairbanks : Robin des Bois
- Wallace Beery : Richard Cœur de Lion
- Sam De Grasse : le Prince Jean
- Enid Bennett : Lady Marian
- Paul Dickey : Sir Guy de Gisbourne
- William Lowery : Le shérif de Nottingham
- Roy Coulson : Le bouffon du roi
- Billie Bennett : La dame de compagnie
- Merrill McCormick : L'homme de confiance du prince Jean
- Wilson Benge
- Willard Louis : Frère Tuck
- Alan Hale : Petit Jean
- Bud Geary : Willy l'écarlate
- Lloyd Talman : Allan-a-Dale

Acteurs non crédités
- Frank Austin : un moine
- Ann Doran : un page de Richard
- David Sharpe : cascadeur
- Charles Stevens